# 228 (număr)
228 (două sute douăzeci și opt) este numărul natural care urmează după 227 și precede pe 229 într-un șir crescător de numere naturale.

## În matematică
228:
- Este un număr par.
- Este un număr compus.[1]
- Este un număr abundent.[2][3]
- Este un număr practic.[4][5]
- Este un număr refactorabil [6][7]
- Este un număr semiperfect (pseudoperfect).[8][9]
- Este un număr 77-gonal.[10][11]
- Este cel mai mic număr par n astfel încât numărătorul lui celui de al n-lea număr Bernoulli este divizibil cu un număr pătrat netrivial care este relativ prim cu n.[12]
- Există 228 de muchii într-un graf grilă cu cinci niveluri.[13]
- Forma binară a lui 228 conține toate secvențele binare de la cea mai mare la cea mai mică (11 10 01 00).

## În știință

### În astronomie
- Obiectul NGC 228 din New General Catalogue este galaxia spirală cu o magnitudine 14,9 Andromeda.
- 228 Agathe este un asteroid din centura principală.
- 228P/LINEAR este o cometă periodică din sistemul nostru solar.